# Ambroň
Ambroň (Liquidambar) je rod opadavých stromů či keřovitých stromků, který je domovem v Severní a Střední Americe, v Malé Asii a v Číně.
Stromy mají hluboce zbrázděnou kůru, korkové lišty na větvích a dlanité laločnaté listy široké 12–13 cm. Ty jsou leskle zelené (na podzim žluté a karmínové) a jemně pilovité. Květy jsou malé, nahé, v kulovitých hlávkách.

## Použití
Ambroně lze použít jako okrasné rostliny. Je to efektní solitéra, hodí se i do řidších skupin, případně alejí. V klimatických podmínkách České republiky je možné pěstovat pouze ambroň západní, která pochází z jihovýchodu USA, kde roste převážně na vlhčích místech.